# Жирона (провінція)
Провінція Жирона є однією з 4 провінцій Автономної області Каталонія та однією з 8 провінцій каталанських країн. Столицею провінції є місто Жирона.

## Райони
До Провінції Жирона входять такі райони (кумарки) :
- Алт-Ампурда
- Баш-Ампурда
- Башя-Сарданья (східна частина)
- Ґарроча
- Жирунес
- Пла-да-л'Астань
- Ріпульєс
- Селба (окрім муніципалітету Фугас-да-ла-Селба)

До Провінції Льєйда також входить муніципалітети Біладрау, Аспінелбас та Бідра району (кумарки) Узона.

## Історія
У 1810 р. генеральним губернатором Каталонії маршалом Ожеро у Каталонії було створено 4 префектури, які стали прообразом сьогоднішніх провінцій. У 1812 р. Наполеон І включив Каталонію у Французьку імперію — префектуру, у якій знаходилася Жирона, було перетворено на департамент Те (кат. Departament del Ter, фр. Département du Ter).
Провінція Жирона, як і інші провінції Каталонії, була утворена у 1822 р. Східна частина департаменту Башя-Сарданья була долучена до провінції у 1833 р.
У Каталонії поділ на провінції існує до сьогодні, окрім періодів від 1913 до 1925 р.р. та 1936 до 1939 р.р.

## Демографія
| 1497 f | 1515 f | 1553 f | 1717   | 1787    | 1857    | 1877    | 1887    | 1900    | 1910    |
| ------ | ------ | ------ | ------ | ------- | ------- | ------- | ------- | ------- | ------- |
| 13.285 | 11.536 | 15.175 | 94.495 | 191.862 | 310.970 | 299.702 | 306.583 | 299.287 | 319.679 |

| 1920    | 1930    | 1940    | 1950    | 1960    | 1970    | 1981    | 1990    | 1992    | 1994    |
| ------- | ------- | ------- | ------- | ------- | ------- | ------- | ------- | ------- | ------- |
| 325.619 | 325.551 | 322.360 | 327.321 | 351.369 | 414.397 | 467.945 | 521.449 | 515.442 | 536.300 |

| 1996    | 1998    | 2000    | 2002    | 2004    | 2006    | 2008 | 2010 | 2012 | 2014 |
| ------- | ------- | ------- | ------- | ------- | ------- | ---- | ---- | ---- | ---- |
| 530.631 | 543.191 | 565.599 | 598.112 | 636.198 | 687.331 | -    | -    | -    | -    |

Найбільшими муніципалітетами Провінції Жирона у 2007 р. були:
- Жирона 92.186 осіб
- Фігерас 41.115 осіб
- Бланас 38.368 осіб
- Люрет-да-Мар 34.997 осіб
- Улот 32.337 осіб

42°10′ пн. ш. 2°40′ сх. д. / 42.167° пн. ш. 2.667° сх. д.
| Іспанія | Це незавершена стаття з географії Іспанії. Ви можете допомогти проєкту, виправивши або дописавши її. |